# Nastus aristatus
Nastus aristatus är en gräsart som beskrevs av Aimée Antoinette Camus. Nastus aristatus ingår i släktet Nastus och familjen gräs. Inga underarter finns listade i Catalogue of Life.